# Forcipomyia squamipes
Forcipomyia squamipes är en tvåvingeart som först beskrevs av Daniel William Coquillett 1902.  Forcipomyia squamipes ingår i släktet Forcipomyia och familjen svidknott. Inga underarter finns listade i Catalogue of Life.